# Wanlessia
Wanlessia là một chi nhện trong họ Salticidae.

## Các loài
Các loài:
- Wanlessia denticulata Peng, Tso & Li, 2002
- Wanlessia sedgwicki Wijesinghe, 1992